# Largie Castle (Rhunahaorine)
Largie Castle ist eine Burgruine im Dorf Rhunahaorine auf der Halbinsel Kintyre in der schottischen Council Area Argyll and Bute.

## Geschichte
Die Burg ließ der Clan MacDonald of Largie, Nachfahren der Lords of the Isles der Familie MacDonald, erbauen. Ihnen hatte das Land seit Mitte des 15. Jahrhunderts gehört. Dort war der Sitz der Familie, bis er Ende des 18. Jahrhunderts nach Largie Castle in Tayinloan verlegt wurde. Die Burg soll ein kleines, einfaches, aber befestigtes Haus mit rechteckigem Grundriss gewesen sein.
Nach der Schlacht von Rhunahaorine Moss ließ General David Leslie die Burg 1647 schleifen.

## Heute
Unter den Ruinen eines Bauernhauses finden sich Gebäudeteile, die der alten Burg zugeordnet werden: Am südwestlichen Ende des Bauernhofes ist ein Keller, der mit Schutt gefüllt ist. Am nördlichen und östlichen Rand befinden sich 2,2 Meter hohe Mauerstücke, die einst wohl zur Einfriedung der Burg gehört haben.